# غار کیوان
اشکفت کیوان در شهرستان سلسله، روستای پرسک علیا واقع شده و این اثر در تاریخ ۱۰ مهر ۱۳۸۰ با شمارهٔ ثبت ۴۰۶۳ به‌عنوان یکی از آثار ملی ایران به ثبت رسیده است.